# Nemoraea brasiliensis
Nemoraea brasiliensis är en tvåvingeart som först beskrevs av Ignaz Rudolph Schiner 1868.  Nemoraea brasiliensis ingår i släktet Nemoraea och familjen parasitflugor. Inga underarter finns listade i Catalogue of Life.